# 주싱가포르 홍콩 경제무역대표부
주싱가포르 홍콩 경제무역대표부(중국어: 香港駐新加坡經濟貿易辦事處, 영어: Hong Kong Economic and Trade Office (Singapore), 준말: HKETO (Singapore))는 중화인민공화국 홍콩 특별행정구 정부가 싱가포르에 설치한 홍콩 경제무역대표부이다.

## 역사
홍콩 입법국은 1990년에 동남아시아에서 잠재적인 비즈니스 기회를 개발하기 위하여 싱가포르에 경제 무역 사무소를 개설할 것을 홍콩 정부에 요청했다. 동남아시아 국가 연합(ASEAN, 아세안)의 거대한 시장에 주목하고 대표부 설립을 고려하던 홍콩 정부는 홍콩에 대한 외국인 투자를 유치하고 홍콩의 상업적, 국제적 위상을 유지하기 위하여 싱가포르에 경제무역대표부를 설립하기로 결정했다. 마침내 1995년 8월에 주싱가포르 홍콩 경제무역대표부가 정식 설립되어 홍콩과 아세안 10개국 간의 경제 및 무역 관계를 담당했다.
2010년대에 들어서면서 경제 성장에 힘입은 아세안이 일본, 미국을 제치고 홍콩에서 2번째로 큰 무역 상대로 떠올랐다. 이에 따라 주싱가포르 대표부의 업무도 점차 늘어났다. 이에 홍콩 특별행정구 정부는 2016년 중반에 인도네시아 자카르타에 주자카르타 홍콩 경제무역대표부를 설립하면서 주싱가포르 대표부에서 관할하던 일부 업무를 주자카르타 대표부에 이관했다. 또한 홍콩 특별행정구 정부는 동남아시아 국가들과의 유대를 강화하고 남아시아 국가들에서 잠재적인 비즈니스 기회를 발굴하기 위해 2019년 2월에 태국 방콕에 주방콕 홍콩 경제무역대표부를 설립했고 주싱가포르 대표부에서 관할하던 일부 업무를 주방콕 대표부에 이관했다. 그러나 주싱가포르 대표부는 인도 뭄바이에 홍콩 경제무역대표부가 설립될 때까지 인도를 관할한다는 방침을 세웠다.

## 기능
주싱가포르 홍콩 경제무역대표부는 홍콩과 싱가포르, 라오스, 베트남, 인도 간의 관계를 관할하는 홍콩 특별행정구 정부의 공식 대표부이다. 대표부는 홍콩 정부가 동남아시아에 최초로 설립한 경제무역대표부이지만 현재 홍콩과 동남아시아 국가 연합 간의 관계는 주자카르타 홍콩 경제무역대표부에서 관할하고 있다.
주싱가포르 홍콩 경제무역대표부는 홍콩과 지역 간의 양자 경제 및 무역 관계를 촉진하기 위해 싱가포르, 라오스, 베트남, 인도 4개국의 모든 수준에서 정부 기관 및 기타 기관과의 유대를 강화하는 역할을 한다. 대표부는 이와 동시에 사회 문화적 측면에서 홍콩과 관할 국가 간의 양자 업무를 처리하고 매년 홍콩에 대한 홍보 활동을 적극적으로 조직하고 참여한다.

## 역대 대표
1. 초우만타이 (중국어: 曹萬泰, 임기: 1995년 8월 18일 ~ 1998년 8월 5일)
2. 정완징 (중국어: 張雲正, 임기: 1998년 8월 6일 ~ 2001년 10월 7일)
3. 정와이윈 (중국어: 鄭偉源, 임기: 2001년 10월 8일 ~ 2004년 12월)
4. 람감궝 (중국어: 林錦光, 임기: 2005년 1월 20일 ~ 2008년 6월 16일)
5. 자우선이 (중국어: 周舜宜, 임기: 2008년 6월 17일 ~ 2011년 7월 17일)
6. 퐁응아이 (중국어: 方毅, 임기: 2011년 7월 18일 ~ 2015년 8월 23일)
7. 룩가긴 (중국어: 陸嘉健, 임기: 2015년 8월 24일 ~ 2019년 3월 10일)
8. 웡전토우 (중국어: 黃俊濤, 임기: 2019년 11월 25일 ~ 현재)

## 같이 보기
- 홍콩 경제무역대표부